# Steffen-Peter Ballstaedt
Steffen-Peter Ballstaedt (* 11. September 1946 in Freiburg im Breisgau) ist ein deutscher Psychologe und Kommunikationswissenschaftler. Sein Hauptanliegen ist die Umsetzung kognitionspsychologischer Befunde in die Praxis der Kommunikation und des Lehrens und Lernens (Didaktik). Ein Schwerpunkt ist dabei die technische Kommunikation.

## Leben
Ballstaedt studierte Psychologie und Philosophie an der Albert-Ludwigs-Universität Freiburg und an der Eberhard Karls Universität Tübingen. Sein Diplom in Psychologie erhielt er 1974. Danach war er als wissenschaftlicher Angestellter am Deutschen Seminar der Universität Tübingen tätig und beteiligte sich von 1975 bis 1977 am Projekt „Nachrichtensprache und der Zusammenhang von Text und Bild“ (Leitung: Erich Straßner). Von 1978 bis 1987 war Ballstaedt wissenschaftlicher Angestellter im Hauptbereich Forschung am Deutschen Institut für Fernstudien an der Universität Tübingen und arbeitete am Projekt „Lernen mit Texten“ (Leitung: Heinz Mandl). Von 1987 bis 1994 war er als wissenschaftlicher Angestellter in der Abteilung Lernforschung am Deutschen Institut für Fernstudien tätig für das Projekt „Wissenserwerb mit Text und Bild“ (Leitung: Heinz Mandl). 
Von 1994 bis 2000 war Ballstaedt wissenschaftlicher Angestellter in der Abteilung Angewandte Kognitionswissenschaft am Deutschen Institut für Fernstudienforschung und arbeitete am Projekt „Visualisierungen in multimedialen Lernumgebungen“ (Leitung: Friedrich Wilhelm Hesse). 
Am 1. September 2000 wurde er Professor für Technische Dokumentation im Studiengang Journalismus & Technik-Kommunikation an der Fachhochschule Gelsenkirchen (heute Westfälische Hochschule Gelsenkirchen Bocholt Recklinghausen). Im Wintersemester 2005/2006 wurde er Professor für angewandte Kommunikationswissenschaft im Studiengang Journalismus und Public Relations an der Fachhochschule Gelsenkirchen und führte seine Tätigkeit dort bis August 2012 aus. Seine Forschungsgebiete waren Kognitive Psychologie, Didaktisches Design, Individuelles Wissensmanagement, Lerntechniken und Lernstrategien, Sprachliche Kommunikation, Technische Kommunikation, Visuelle Kommunikation und Multimediale Gestaltung
Seit dem 1. September 2012 ist Ballstaedt als freier Dozent tätig.
Seit 1990 ist Ballstaedt Industriedozent für Themen wie verständliches Schreiben, eindrückliches Visualisieren, multimediale Gestaltung und individuelles Wissensmanagement an Institutionen der Weiterbildung.

## Publikationen (Auswahl)
- Zusammen mit Heinz Mandl, Wolfgang Schnotz und Sigmar-Olaf Tergan: Texte verstehen, Texte gestalten. Urban und Schwarzenberg, München 1981, ISBN 978-3-62109901-1.
- Zusammen mit Heinz Mandl: The assessment of comprehensibility. In: U. Ammon, N. Dittmar & K. J. Mattheier (Eds.): Sociolinguistics. An international handbook of the science of language and society. Walter de Gruyter, Berlin/New York 1988, ISBN 978-3-11011645-8.
- Lerntexte und Teilnehmerunterlagen. Beltz, Weinheim 1991, ISBN 978-3-40736002-1.
- Wissensvermittlung: die Gestaltung von Lernmaterial. Beltz Psychologie-Verlags-Union, Weinheim 1997, ISBN 978-362127381-7.
- Kognition und Wahrnehmung in der Informations- und Wissensgesellschaft. Konsequenzen gesellschaftlicher Veränderungen für die Psyche. In: Hans-Dieter Kübler & Elmar Elling (Hrsg.): Wissensgesellschaft. Neue Medien und ihre Konsequenzen. Bundeszentrale für politische Bildung, Bonn 2004, ISBN 978-3-89331552-9.
- Text und Bild: ein didaktisches Traumpaar. In: Karsten Heck (Hrsg.): Bildwelten des Wissens. Kunsthistorisches Jahrbuch für Bildkritik. Band 7.1 Bildendes Sehen. Akademie Verlag, Berlin 2009, ISSN 1611-2512
- Visualisieren: Bilder in wissenschaftlichen Texten. UTB Verlag, Stuttgart 2012, ISBN 978-3-8252-3508-6.
- Sprachliche Kommunikation: Verstehen und Verständlichkeit. UTB Verlag, Stuttgart 2019 ISBN 978-3-8252-5115-4.
- Zur Kulturgeschichte der Technischen Kommunikation. Beiträge zu den historischen Wurzeln des Fachgebiets. tekom, Stuttgart 2021
- Wissenschaftliche Bilder: gut gestalten, richtig verwenden. UVK Verlag, München 2023, ISBN 978-3-8252-6031-6.